# 助手席

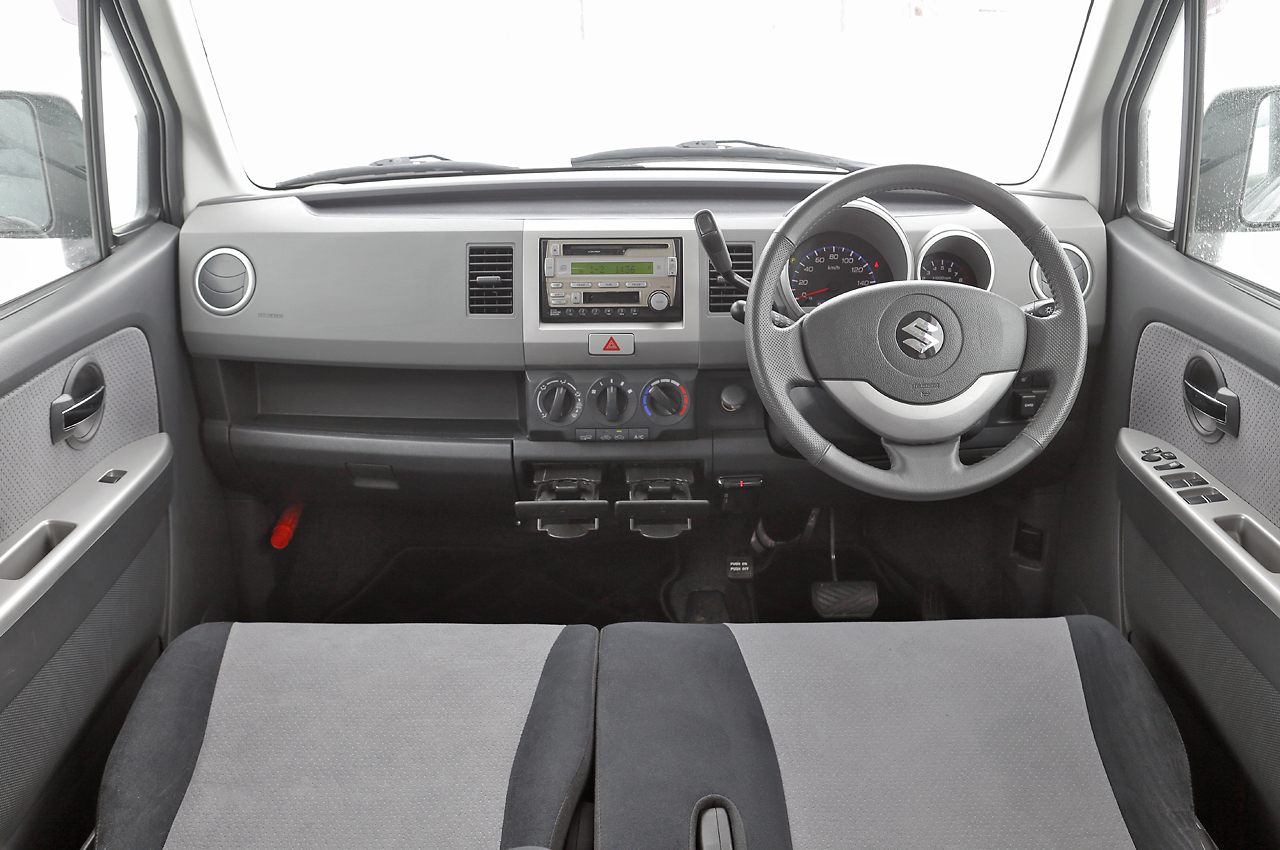
軽自動車のフロントシート。右側が運転席、左側が助手席（スズキ・ワゴンR）。

助手席（じょしゅせき、英語: Passenger Seat）は、自動車の運転席の隣にある席のことである。

## 概要
運転席の隣の席に設けられた席で、運転に負担のかかる運転手のサポートを行う為の席として役目を果たす。サポートは必須ではないが、助手席にいながら運転手のサポートを全く行わず負担を運転手に負わせることは助手席に座る上でマナー違反とみなされる場合もある。また、サポートだけではなくドライブをする上での雰囲気づくりや気配りもマナーとして挙げられる。

## 助手席の役割
- 運転のサポート

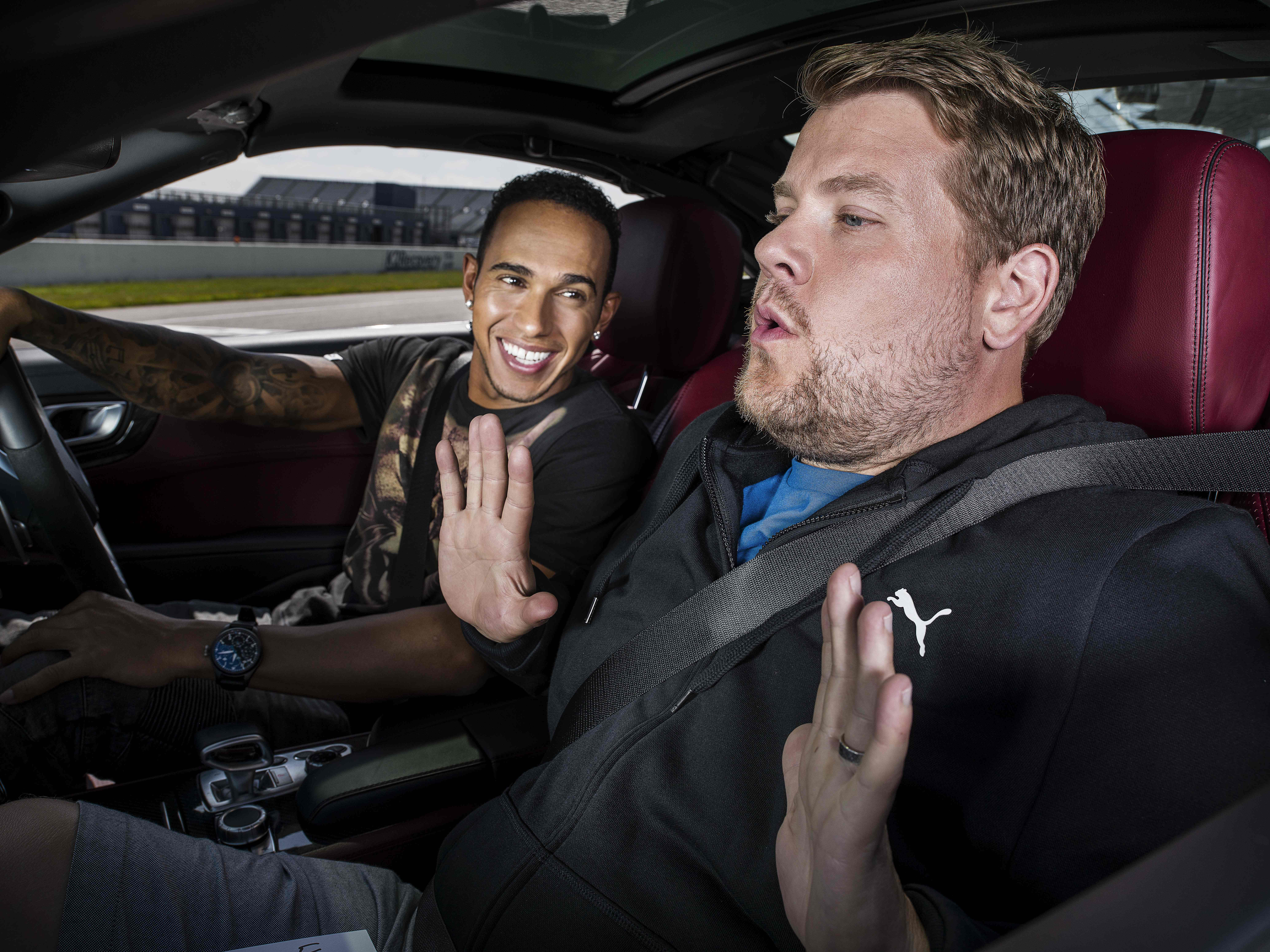
助手席に座るジェームズ・コーデン（写真右）。運転手はルイス・ハミルトン（写真左）。

  - 必要なとき路上に出て、通行のじゃまになる障害物やカラーコーンをどけたり徐行やバックの際の運転手への指示を担当する。
- 会話
  - 会話は運転手が眠くなるのを防ぐ効果があり、居眠り運転を防ぐ予防策となる。助手席の者が終始無言であったり、眠るといった行為は運転手にとっては気掛かりとなってしまうケースもある[2]。
- ナビ・オーディオ操作
  - カーナビゲーションが装着されている車の場合、旅先などで土地に詳しくない場合はカーナビゲーションを利用し、目的地を設定して向かうことが多く挙げられる。しかし、ドライバーが運転中にカーナビゲーションを操作するのは原則禁止である。助手席に人がいる場合は運転手の代わりに助手席に座っている者がナビを操作してあげることで、安全に目的地までドライブをすることができる。また、ナビ任せにせずに右折、左折の細かい場所などを道案内してあげるのも親切である。
- エアコンの温度、空調調整
  - ただし、上のナビ、オーディオ操作を含め運転手への許可なしに勝手に操作することは、愛車を大事にする運転手の気に障る場合もあるので注意が必要[3]。
- ガムやキャンディーの包を取ってあげる。
- 飲み物のキャップの付け外しをしてあげる。
- 高速道路の料金支払でのお金の準備。

など

## 助手席の由来
助手席という言葉は日本で生まれたものである。助手席の言葉の由来はタクシーの業界用語とされている。大正時代の用語とされ、当時は車高の高いタクシーに対して着物の客が多く、タクシーの乗降を手助けする人が必要であった。運転手の隣に座る係は助手さんと呼ばれ、のちに助手席という言葉が残り定着していったとされている。助手席は英語にすると後席と同じくパッセンジャーシート(搭乗者席）となる。ハングルにおいては、助手席と同様の意味「조수석」が用いられている。